# 浪江郵便局
浪江郵便局（なみえゆうびんきょく）は福島県双葉郡浪江町にある郵便局。民営化前の分類では集配普通郵便局であった。

## 概要
住所：〒979-1599 福島県双葉郡浪江町権現堂南深町41-1

## 沿革
- 1875年（明治8年）11月1日 - 浪江郵便局（五等）として開設[1]。
- 1886年（明治19年）1月20日 - 貯金取扱を開始。
- 1890年（明治23年）10月1日 - 為替取扱を開始。
- 1897年（明治30年）3月1日 - 浪江郵便電信局となる。
- 1903年（明治36年）4月1日 - 通信官署官制の施行に伴い浪江郵便局となる。
- 1957年（昭和32年）6月28日 - 請戸郵便局、苅野郵便局、大堀郵便局から電話交換事務を移管[2]。
- 1965年（昭和40年）11月14日 - 大堀郵便局から集配業務を移管。
- 1966年（昭和41年）2月1日 - 特定郵便局から普通郵便局に局種別改定。
- 1967年（昭和42年）3月27日 - 請戸郵便局から和文電報配達事務を移管。
- 1967年（昭和42年）10月8日 - 電話交換および和文電報配達業務を浪江電報電話局に移管。
- 2000年（平成12年）8月14日 - 外国通貨の両替および旅行小切手の売買に関する業務取扱を開始。
- 2002年（平成14年）10月28日 - 浪江町権現堂新町20から同町権現堂南深町41-1に移転。
- 2006年（平成18年）10月2日 - 双葉郵便局から集配業務を移管[3]。
- 2007年（平成19年）10月1日 - 民営化に伴い、併設された郵便事業浪江支店に一部業務を移管。
- 2012年（平成24年）10月1日 - 日本郵便株式会社発足に伴い、郵便事業浪江支店を浪江郵便局に統合。
- （時期不明） - ゆうゆう窓口廃止、統括局の機能を原町郵便局に移管し同局の管轄下となる。

## 取扱内容
- 郵便、印紙、ゆうパック、内容証明

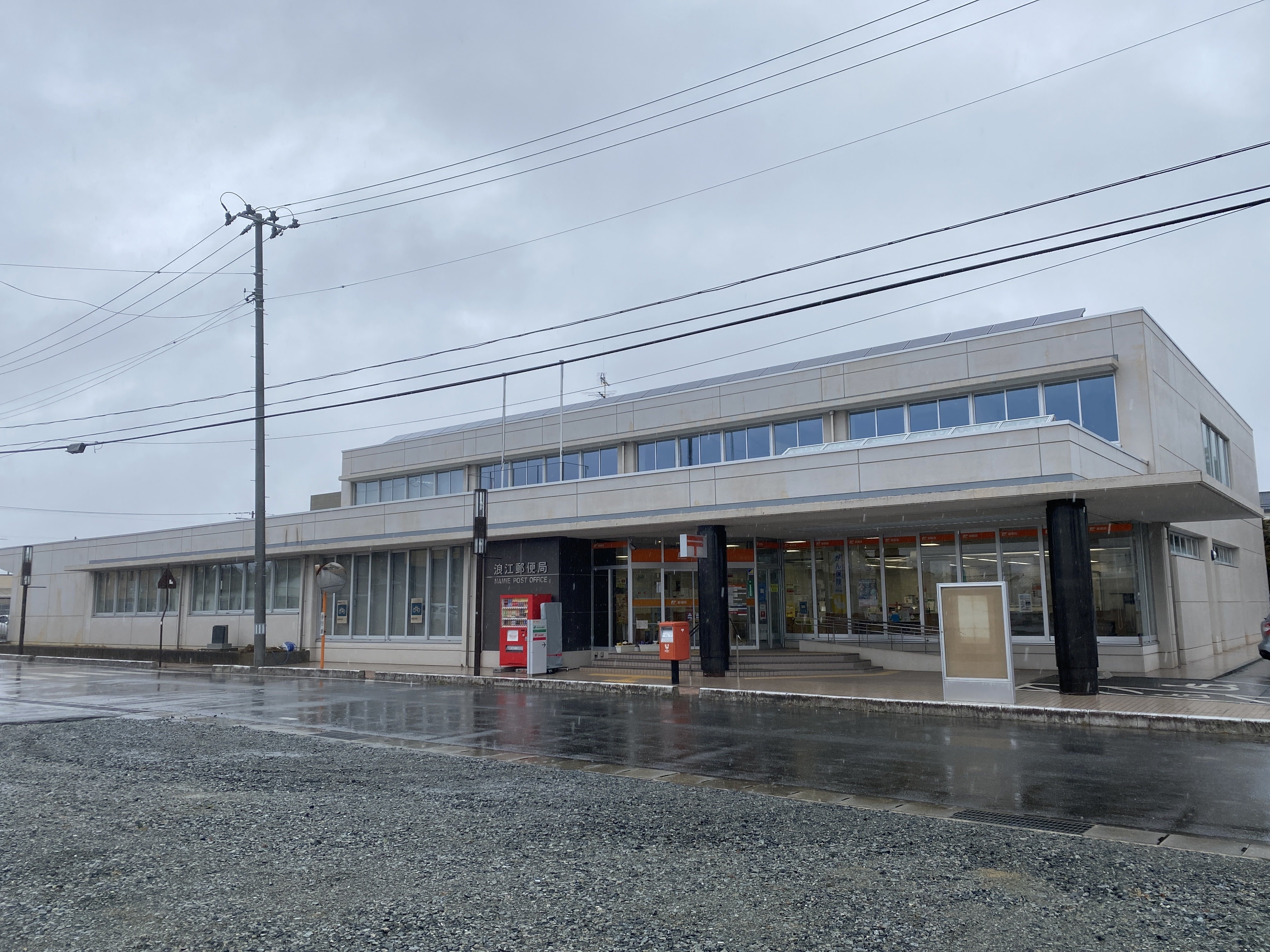
局舎と入口

- 貯金、為替、振替、振込、国際送金、国債、投資信託
- 生命保険、バイク自賠責保険
- ゆうちょ銀行ATM
- 双葉郡浪江町内の一部地域（〒979-15xx）および双葉郡双葉町内（〒979-14xx）の集配業務

## 周辺
- 浪江町役場
- 双葉警察署浪江分庁舎（旧・浪江警察署）
- 浪江町立浪江小学校
- 国道6号
- 国道114号
- 請戸川

## アクセス
- 東日本旅客鉄道（JR東日本）常磐線 浪江駅から徒歩約4分
- 浪江町営バス 浪江駅停留所下車
- 常磐自動車道 常磐富岡ICから北へ約20km
- 駐車場あり：21台